# Хлиніно (Желєзногорський район)
Хлиніно (рос. Хлынино) — присілок в Желєзногорському районі Курської області Російської Федерації.
Населення становить 60 осіб. Входить до складу муніципального утворення Андросівська сільрада.

## Історія
Населений пункт розташований на території українського етнічного та культурного краю Східна Слобожанщина.
Від 2004 року входить до складу муніципального утворення Андросівська сільрада.

## Населення
| 1866 | 1897 | 1926 | 1979 | 2002 | 2010 |
| ---- | ---- | ---- | ---- | ---- | ---- |
| 423  | ↗541 | ↗566 | ↘285 | ↘94  | ↘60  |